# Carlos García Charcopa
Carlos "Pele" Garcia (* Quinindé, 24 de septiembre de 1978). es un futbolista ecuatoriano juega de delantero, su club actual es el Fuerza Amarilla de la Segunda Categoría.

## Selección nacional

### Categorías inferiores

#### Participaciones en Copas del Mundo
| Campeonato                  | Sede    | Resultado        | Partidos | Goles |
| --------------------------- | ------- | ---------------- | -------- | ----- |
| Copa Mundial Sub-17 de 1995 | Ecuador | Cuartos de final | 4        | 0     |

## Clubes
| Club                    | País    | Año       |
| ----------------------- | ------- | --------- |
| Emelec                  | Ecuador | 1996-2000 |
| Santa Rita              | Ecuador | 2001      |
| Liga de Portoviejo      | Ecuador | 2001      |
| Espoli                  | Ecuador | 2002      |
| Deportivo Quito         | Ecuador | 2003      |
| Macará                  | Ecuador | 2004      |
| Deportivo Quevedo       | Ecuador | 2004      |
| Universidad Católica    | Ecuador | 2005      |
| El Nacional             | Ecuador | 2005      |
| Grecia                  | Ecuador | 2006      |
| Deportivo Azogues       | Ecuador | 2007      |
| Técnico Universitario   | Ecuador | 2008      |
| Liga de Cuenca          | Ecuador | 2008      |
| Huaquillas Fútbol Club  | Ecuador | 2009      |
| Atlético Audaz          | Ecuador | 2010      |
| Deportivo Quito         | Ecuador | 2010      |
| Barcelona Sporting Club | Ecuador | 2011      |
| Orense Sporting Club    | Ecuador | 2012      |
| River Ecuador           | Ecuador | 2012      |
| Fuerza Amarilla         | ECU     | 2013      |